# Dieppe-sous-Douaumont
Dieppe-sous-Douaumont è un comune francese di 178 abitanti situato nel dipartimento della Mosa nella regione del Grand Est.

## Società

### Evoluzione demografica
Abitanti censiti